# Excultanus hebraeus
Excultanus hebraeus är en insektsart som beskrevs av Ball 1918. Excultanus hebraeus ingår i släktet Excultanus och familjen dvärgstritar. Inga underarter finns listade i Catalogue of Life.